# Jan Jan Brouwer
Jan Jan Brouwer, (Grou, 23 mei 1971), was een schaatser uit Grou. Hij werd in 1992 Nederlands Kampioen kortebaan voor Andries Kramer en Tjerk Terpstra.

## Uitslagen
| Jaar | Plaats | Kampioenschap       |
| ---- | ------ | ------------------- |
| 1990 | 4      | NK Afstanden 500 m  |
| 1990 | 24     | NK Afstanden 1000 m |
| 1990 | DQ     | NK Sprint           |
| 1991 | 6      | NK Afstanden 500 m  |
| 1991 | 16     | NK Afstanden 1000 m |
| 1991 | 8      | NK Sprint           |
| 1992 | 3      | NK Afstanden 500 m  |
| 1992 | 20     | NK Afstanden 1000 m |
| 1992 | 2      | NK Sprint           |
| 1992 | Goud   | NK Kortebaan        |